# Minna Specht
Minna Specht (* 22. Dezember 1879 im Schloss Reinbek; † 3. Februar 1961 in Bremen) war eine deutsche Pädagogin und Sozialistin.

## Leben
Minna Specht war das siebte Kind des Ehepaares Wilhelm Specht (1841–1882) und Maria Mathilde Elsabea Specht (1849–1926), geb. Bruhn. Zu ihren sechs Geschwistern gehörten der Psychiater und Kriminalpsychologe Wilhelm Specht (1874–1945), Mathilde Weise–Minck (1877–1952) und Elsa Schiemann (1878–1927), Ehefrau des Graphikers, Malers und Übersetzers Eduard Schiemann, später Lebensgefährtin des Gelehrten, Diplomaten und Journalisten Muhammad Asad. Die Familie bewohnte das Schloss Reinbek, das sie 1874 aus dem Erlös des Jagdschlosses Friedrichsruh erworben hatte und zu einem Hotel umbauen ließ. Nach ihrer Seminarausbildung zur Lehrerin von 1896 bis 1899, war Minna Specht von 1902 bis 1906 als Lehrerin an einer Höheren Töchterschule in Hamburg tätig. Von 1906 bis 1909 studierte sie Geographie, Geschichte, Geologie und Philosophie   an den Universitäten in Göttingen und München. Danach war sie von 1909 bis 1914 als Lehrerin an derselben Schule in Hamburg tätig.
Im Jahr 1914 begann Minna Specht ein Mathematikstudium in Göttingen und lernte hier 1915 den Philosophen Leonard Nelson kennen, mit dem sie eine Arbeits- und Lebensgemeinschaft einging. Gemeinsam gründeten Nelson und Specht 1917 mit Max Hodann und seiner Ehefrau Maria Hodann den Internationalen Jugendbund (IJB).
1918 arbeitete sie kurze Zeit als Mathematiklehrerin im Landerziehungsheim Haubinda in Thüringen, übernahm 1924 die Leitung des von Nelson gegründeten Landerziehungsheims Walkemühle in Adelshausen bei Melsungen in Nordhessen und ging 1931, nachdem der Internationale Sozialistische Kampfbund (ISK) die Erwachsenenabteilung der Walkemühle geschlossen hatte, nach Berlin, wo der ISK unter Leitung von Willi Eichler von Januar 1932 bis Februar 1933 eine eigene Tageszeitung, „Der Funke“, herausgab. Minna Specht bearbeitete das außenpolitische Ressort und engagierte sich für die Versuche des ISK, eine Einheitsfront der Arbeiterparteien gegenüber dem Nationalsozialismus zustande zu bringen. Ebenfalls 1932 unterzeichnete sie neben bekannten Künstlern, Wissenschaftlern und Politikern den Dringenden Appell des ISK zur Bildung einer Einheitsfront von Kommunisten und Sozialisten im Kampf gegen den Nationalsozialismus.
Nach Birgit S. Nielsen stand Minna Specht im Herbst 1932 „vor der Wahl zwischen politischer und pädagogischer Arbeit. Sie ging in die Walkemühle zurück, um nach mehrjähriger Pause wieder die Arbeit mit Kindern aufzunehmen“. Auf Grundlage des Gesetzes über die Beschlagnahme und Einziehung volks- oder reichsfeindlichen Vermögens wurde der das Landerziehungsheim tragende Verein enteignet und das Grundstück mit den Gebäuden dem Land Preußen zugesprochen.
Mit einem Teil der Schüler der „Walkemühle“ flohen Minna Specht und andere Lehrkräfte 1933 nach Dänemark und errichteten dort abermals eine Landerziehungsheim für Kinder deutscher Emigranten. Ab 1937 wurden dort Pläne geschmiedet für eine Verlagerung der Schule in ein anderes Land. Offenbar stand dabei auch eine Zusammenarbeit mit der 1936 von Naomi Birnberg, der Schwester von Norman Bentwich, gegründeten Carmelcourt School zur Diskussion, wohin sich zwei enge Mitarbeiterinnen und politische Weggefährtinnen gerade begeben hatten: „Vorübergehend hatte Minna Specht an ein Zusammengehen mit einer jüdischen Schule in England gedacht, an der Hedwig Urbann und Martha Friedländer eine Zeitlang tätig waren.“ Minna Specht aber entschied sich letztlich für das eher proletarische Milieu in Wales und die Zusammenarbeit mit einem Quäker-Projekt für arbeitslose Bergarbeiter. Dieser Umzug erfolgte in mehreren Etappen, und im November 1938 begann dann für Minna Specht in Wales die zweite Station ihrer Emigration. Nachdem sie aber bereits im November 1939 nach dem deutschen Überfall auf Frankreich verhört worden war, wurde sie kurz nach einem erneuten Umzug der Schule in die Nähe von Bristol zusammen mit anderen deutschen Lehrerinnen und Lehrern auf der Isle of Man interniert. Sie lebte dort von 1940 bis 1941 als „feindliche Ausländerin“ in einem Camp, in dem ihr die Leitung der auf ihre Initiative hin gegründeten Schule und des Kindergartens für Kinder internierter Mütter übertragen worden war. Die Kinder der vor ihrer Internierung von ihr geleiteten Schulen wurden bei Quäker-Familien, befreundeten Sozialisten und auch in Heimen untergebracht. Nach ihrer Freilassung leistete Minna Specht bildungspolitische Arbeit im German Educational Reconstruction Committee.
Minna Specht kehrte nach Kriegsende nach Deutschland zurück und übernahm von 1946 bis 1951 die Leitung der Odenwaldschule. Sie war Mitglied der Deutschen UNESCO-Kommission und Mitarbeiterin des pädagogischen Instituts der UNESCO in Hamburg. Weiterhin war sie Inspektorin der Landerziehungsheime in Hessen. Zusammen mit der zuvor erwähnten Martha Friedländer war sie Herausgeberin der pädagogischen Schriftenreihe Kindernöte. Die einzelnen Hefte der Reihe sollten Eltern eine Hilfe bei der Kindererziehung an die Hand geben. Die Kindernöte waren ein Gegengewicht gegen die aus der NS-Zeit überkommene autoritären Erziehungsvorstellungen und setzten „auf eine auf Liebe und Selbstwertgefühl aufbauende Erziehung.“

## Nachlass und Nachwirkungen
Der Nachlass von Minna Specht befindet sich im Archiv der sozialen Demokratie der Friedrich-Ebert-Stiftung in Bonn. Er umfasst umfangreiche Korrespondenz, enthält Akten und Aufzeichnungen zur Geschichte der Walkemühle, den Schulen in Dänemark und England, Manuskripte und Publikationen Minna Spechts zu pädagogischen und politischen Fragen sowie Fotoalben.
Das 1933 aus Deutschland geflüchtete Lehrerehepaar Pitt und Yvès Krüger, das in Südfrankreich ab 1933 eine Einrichtung für aus Deutschland geflüchtete Jugendliche aufbaute, La Coûme, bezog sich bei seinem reformpädagogischen Ansatz mehrfach auf Minna Specht.
In Deutschland tragen – Stand 2020 – zwei Schulen den Namen von Minna Specht:
- Im Frankfurter Stadtteil Schwanheim gibt es seit 1964 die Minna-Specht-Schule.[8]
- In Reutlingen gibt es die Minna-Specht-Gemeinschaftsschule.[9]

## Veröffentlichungen
Publikationen
- Jakob Friedrich Fries. Der Begründer unserer politischen Weltansicht. Reden. Verlag Öffentliches Leben, Stuttgart 1927.
- Vom Sinn der Jugendweihe. Rede. Verlag Öffentliches Leben, Göttingen 1930.
- Education in Post-War Germany. International Publishing Company, London 1944.
- Kindernöte. Herausgegeben gemeinsam mit Martha Friedländer. Verlag Öffentliches Leben, Frankfurt am Main 1950.
- Leonard Nelson. Zum Gedächtnis. Verlag Öffentliches Leben, Frankfurt am Main 1953.
- Minna Specht. Gesinnungswandel. Beiträge zur Pädagogik im Exil und zur Erneuerung von Erziehung und Bildung im Nachkriegsdeutschland. Herausgegeben und eingeleitet von Inge Hansen-Schaberg unter Mitarbeit von Sigrid Rathgens. Frankfurt 2005 (Schriften des Exils zur Bildungsgeschichte und Bildungspolitik, 2).

Herausgeberschaft
- Einen umfassenden Überblick über die von Minna Specht und Martha Friedländer herausgegebene Reihe Kindernöte gibt es im Bestandskatalog der Deutschen Nationalbibliothek: Die Reihe Kindernöte im Katalog der DNB.